# Jean-Claude Cassini
Jean-Claude Cassini (Aix-en-Provence, 19 dicembre 1968 – Aix-en-Provence, 9 ottobre 2023) è stato un fumettista francese.

## Biografia
Jean-Claude Cassini ha studiato arti applicate a Marsiglia prima di diventare grafico per la stampa ippica. Nel 1996 ha pubblicato D'Antipolis à Antibes - 2500 ans d'histoire e nello stesso anno Paris, l'histoire en capitale - T. 1 - De boue et de cendres, con Christian Goux, per la collana Histoires des Villes (edita da Le Téméraire), su sceneggiatura di Olivier Gilleron. Su sceneggiatura di Richard Marazano, disegna il western Tequila Desperados, pubblicato da Soleil nel 1998 (che non ha più avuto seguito). In seguito ha collaborato con Simon Rocca per la serie umoristica Bouffe-Doublon, con tre volumi e un'edizione speciale pubblicati tra il 1999 e il 2001. I due autori hanno collaborato nuovamente, questa volta per Séminole, tome 1: Le destin de Jasper Unluck (2002), che è stato abbandonato dopo il primo volume. Tornando al western, Cassini ha disegnato il dittico La dernière chevauchée (L'ultima cavalcata) su sceneggiatura di Philippe Chanoinat e Hubert Chardot (2003-2005),; Actua BD li ha accolti positivamente dalla critica. Parallelamente a questo lavoro, Cassini si è dedicato alla pittura e ha collaborato con Pif tra il 2004 e il 20081. Nel genere storico, Reynald Secher e Guy Lehideux hanno scritto per Cassini Verdun: 21 febbraio 1916 - 18 dicembre 1916, pubblicato nel 2008. Nell'ambito della collana Terres Secrètes (Soleil), Axel Gonzalbo ha scritto la sceneggiatura di Badlands, il settimo e ultimo volume della serie Corpus Hermeticum, illustrato da Cassini e pubblicato nel 2009; l'opera ha ricevuto una fredda accoglienza su BD Gest. Cassini è tornato al fumetto storico, collaborando nuovamente con Secher e Lehideux per due albi sulla Seconda Guerra Mondiale (2015).

## Opere

### Album
- 62 auteurs de Boulogne Dessiné, sceneggiatura collettiva e disegni, Les Amis de la B.D., 2010[10]
- Bouffe-Doublon, sceneggiatura di Simon Rocca, Soleil Productions

1. Le trésor de la Madre de Dios,[11] 1999[12]
2. À l'ouest d'Éden, 2000[13]
3. À malin, malin et demi9, 2001[14]

HS. Esquisses, 2001
- Corpus Hermeticum, Soleil Productions, collezione Terres Secrètes

7. Badlands, sceneggiatura di Axel Gonzalbo, 2009
- D'Antipolis à Antibes - 2500 ans d'histoire, sceneggiatura di Christian Goux, Le Téméraire, collezione Histoires des Villes, 1996 ISBN 2-908703-49-1[16]
- La Dernière Chevauchée, sceneggiatura di Philippe Chanoinat e Hubert Chardot, Soleil Productions

1. Black gold, 2003[17]
2. Le crépuscule des charognards, 2005[18]

- Paris, l'histoire en capitale - De boue et de cendres, sceneggiatura d'Olivier Gilleron, Le Téméraire, collezione Histoires des Villes, 1996[19]
- Séminole, sceneggiatura di Simon Rocca, Soleil Productions

1. Le destin de Jasper Unluck, 2002[20]

- Tequila Desperados, sceneggiatura di Richard Marazano, Soleil Productions

1. Tierras calientes, 1998[21]

- Une boulonnaise, sceneggiatura collettiva, disegni di Béatrice Tillier, Caza, Jean-Louis Dress, Olivier Brazao, Laurent Paturaud, Mig, Christophe Palma, Al Severin, Jean-Claude Cassini e Laurent Houssin, Festival Boulogne, 2007
- Verdun - 21 février 1916 - 18 décembre 1916, sceneggiatura di Reynald Secher et Guy Lehideux, R.S.E., collection Mémoire Du Futur, 2008[22]